# Chevincourt

Chevincourt este o comună în departamentul Oise, Franța. În 1 ianuarie 2022 avea o populație de 782 de locuitori.